# Anglaterra anglosaxona

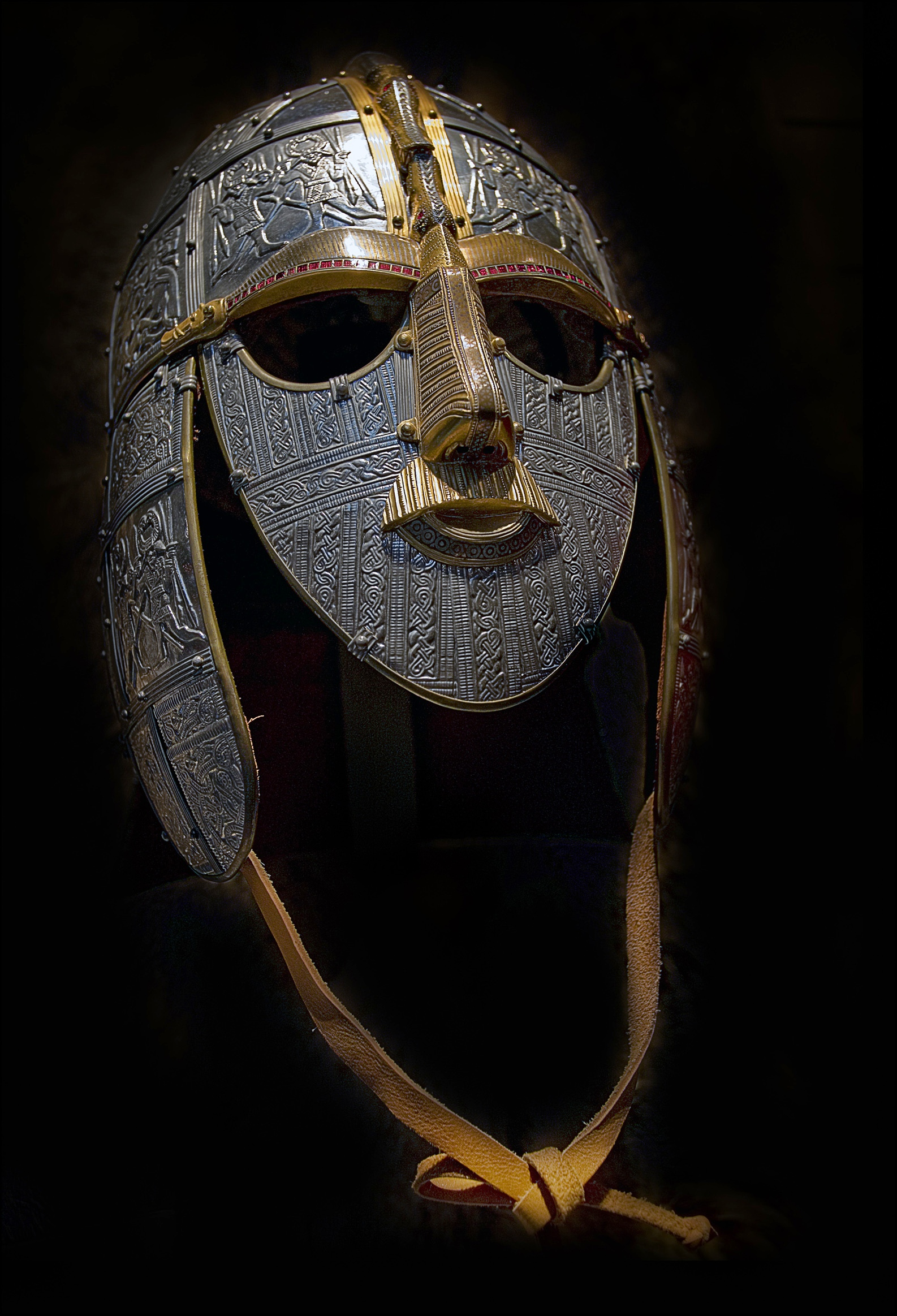
La reconstrucció del casc enterrat a Sutton-Hoo, pertanyent al rei d'Anglia de l'Est (ca. 625)

Anglaterra anglosaxona es refereix al període de la història de l'àrea de la Gran Bretanya, que ara coneixem com a Anglaterra, que dura des del final de la Gran Bretanya romana i l'establiment dels regnes anglosaxons al segle cinquè fins a la conquesta normanda d'Anglaterra en el 1066.
Anglosaxó és un terme general que fa referència als colons germànics que van arribar a la Gran Bretanya, durant els segles cinquè i sisè, incloent-hi els angles, els saxons, els frisis i els juts. Anglosaxó també es refereix a la llengua parlada en el moment a Anglaterra, que ara es diu anglès antic, i la cultura de l'època, que ha atret l'atenció popular i acadèmica.

## Etapes
La història de l'Anglaterra anglosaxona es pot dividir en diverses etapes. El primer període inclou les invasions germàniques en temps romans, en què van conviure amb els britons nadius de vegades de manera pacífica i de vegades amb batalles pel control del territori. En aquests combats, uns i altres van cercar l'ajuda de les regions romanes. La segona etapa (des del segle VII) es coneix amb el nom d'heptarquia anglosaxona, en què diversos regnes van emergir després de la marxa dels romans. L'arribada dels vikings marca l'inici d'un període d'inestabilitat amb l'auge de Wessex, capdavanter de la resistència. Mentre foragitaven els invasors nòrdics, els anglosaxons anaven conquerint més terres cap al nord. El quart període es coneix com a època de la unificació (segle x), en què els monarques anglosaxons controlaven gairebé totalment les terres angleses, com ho prova el fet que Edgard el Pacífic encunyés monedes en què figurava el lema «rei dels anglesos». Les incursions vikingues van continuar malgrat la dinastia centralitzada, especialment amb els danesos, els quals exigien quantioses sumes per no atacar les ciutats angleses. Canut II de Dinamarca es va arribar a coronar monarca anglès. L'etapa anglosaxona de la història anglesa acaba amb la invasió normanda del 1066.